# Officium (musique)
Albums de Jan Garbarek et The Hilliard Ensemble
Madar
(1993) Visible World
(1996)
Officium est un album sorti le 13 septembre 1994 par The Hilliard Ensemble en collaboration avec le saxophoniste norvégien de jazz Jan Garbarek sous la marque allemande Edition of Contemporary Music (ECM).
Au fil de l'album (d'époque new age et rapidement devenu l'un des disques les plus vendus de l'histoire du catalogue d'ECM), Jan Garbarek improvise sur les musiques chantées par le quatuor vocal anglais The Hilliard Ensemble, qui reprend des œuvres, à destination liturgique, de compositeurs polyphoniques anciens, tels que Pérotin, Guillaume Dufaÿ et Cristobal de Morales, entre autres.

## Liste des titres
1. Parce Mihi Domine - 6:44
2. Primo Tempore - 8:03
3. Sanctus - 4:44
4. Regnantem Sempiterna - 5:36
5. O Salutaris Hostia - 4:34
6. Procedentem Sponsum - 2:50
7. Pulcherrima Rosa - 6:55
8. Parce Mihi Domine - 5:35
9. Beata Viscera - 6:34
10. De Spineto Nata Rosa - 2:30
11. Credo - 2:06
12. Ave Maris Stella - 4:14
13. Virgo Flagellatur - 5:19
14. Oratio Leremiae - 5:00
15. Parce Mihi Domine - 6:52